# كل أواي
كَلْ أَوَاي سلطنة الطوارق التي كانت قوة مهيمنة في منطقة آير شمال وسط النيجر منذ القرن الثامن عشر وحتى مجيء الاستعمار الفرنسي في أوائل القرن العشرين.

## التاريخ
كان كل أواي، مثل العديد من السلطنات الطارقية، مجموعة فرعية لسلطنات أخرى، وكانت لهم هيمنة على قبائل أخرى. عام 1740 م انتقل كل أواي من الجزائر واتجهوا جنوبا، حيث دمروا بلدة أسودي، ونهبوا أغاديس، وسيطروا على سلطنة أغاديس، وشتتوا كل آير نحو الجنوب والغرب؛ فصار كل آير تحت السيادة المباشرة لسلطان كل أواي. عبر المستكشف الألماني هاينريش بارت وادي أضاروس مع قافلة تابعة لكل أواي عام 1850 م، وذكر أنه مؤخرا فقط تمكن كل أواي من دفع كل قرس و«كل إتيسن» نحو الجنوب والغرب خارج الوادي. عندما ظهرت القوات الفرنسية عام 1890 م، وجدوا سلطنة كل أواي حليفة لسلطنة كل آير، ولكنها بقيت القوة المهيمنة على جبال آير حتى زيندر جنوبا.

### تجارة الصحراء الوسطى
سيطر كل أواي طوال القرن التاسع عشر على مركز الطرق التجارية الرئيسة الثلاث من غرب إفريقيا (منطقة الساحل) حتى البحر الأبيض المتوسط. تحمل القوافل التي تمر بأرضهم الجلود، والذهب، وريش النعام، والعبيد شمالا من حدود خلافة صكتو، حيث تبدأ رحلة القوافل من كانو، وزيندر، وأغاديس، وآير نحو غات، وغدامس. كذلك فإن كل أواي لفترة من الزمن سيطروا على مركز تجارة أغاديس للملح والتمور. ويضاف إلى هذه التجارة الحبوب التي تزرع في الأراضي الخصبة في آير من قبل طبقات العبيد. لاحظ بارت أن طبقات العبيد والطبقات الدنيا تعمل في الزراعة. مكث بارت في سلسلة من ملكيات عائلة إنيور النبيلة من كل أواي، فضلا عن تلك التي يمتلكها سلطان كل أواي نفسه، معلقا على نفوذهم واسع النطاق، وانتشار جغرافيتهم، والنقص النسبي في القيود للحرفيين، الذين كانوا، تقنيا، جيل العبيد الأول. بارت يذكر في آير رؤيته لاستخدام المحراث الزراعي في أقصى الجنوب، ويفصّل في مزروعات كل أواي، وقرى التجارة، ومحطات الوزن، في منطقة جيرانهم الجنوبيين في تيساوا، وزيندر، واختلاط المنطقة المسيطر عليها من قبل طوارق إمزوراك حول قرية جينجرا. قوافل ضخمة تنتقل من مزارع التمر وأحواض الملح في كاور جنوبا نحو زيندر، وكانو.

### القرن العشرين
بعد المشاركة في عدد من الثورات ضد الاستعمار الفرنسي، والتعرض تحديدا لسلسلة من المجاعات في العقد الثاني من القرن العشرين، قبائل النبلاء والمحاربين من كل أواي دمرت تقريبا، والبعض الآخر من العناصر الأصيلة إلى حد كبير يندرج تحت مجموعات طوارق آخرين. لا يزال كل أواي ذوو قوة في جبال آير، خصوصا في هضبة باجزين.

## راجع أيضا
- GAGNOL L., MOREL A., 2003. "Les Touaregs Kel Owey du massif de l’Aïr (Niger): peut-on parler d’une identité montagnarde ?" Actes du colloque "Identié(s)", Poitiers, MSHS, pp. 115–126.
- A. Bourgeot., 1994. "L’agro-pastoralisme des Touaregs Kel Owey (Aïr)". Au contact Sahara-Sahel. Milieux et sociétés du Niger Volume I. pp. 137–156.